# Fokker F.XI
Die Fokker F.XI Universal war ein leichtes einmotoriges Verkehrsflugzeug des niederländischen Herstellers Nederlandse Vliegtuigenfabrieken, dessen Entwicklung 1928 begann. Es war für zwei Piloten und fünf Passagiere ausgelegt. Der Name Universal wurde in Anlehnung an die in den USA gebaute erfolgreiche Fokker Universal gewählt. Wegen fehlender Nachfrage entstanden nur drei Flugzeuge.

## Geschichte
Die F.XI war ein leichtes Passagierflugzeug für den Kurzstrecken- und Zubringerdienst, wie er vorwiegend von kleineren Fluggesellschaften geleistet wurde. Vorbild war die ähnlich konstruierte Fokker F.II von 1919. Der Erstflug fand im Januar 1929 statt. Nachdem zwei weitere Flugzeuge für die ungarische Fluggesellschaft Malert (Kennzeichen: H-MFUA und H-MFUB) gebaut worden waren, blieben weitere Bestellungen aus.
Der Prototyp kam in den Besitz der schweizerischen Fluggesellschaft Alpar (Kennzeichen CH-188), die ihn 1954 als Rettungsflugzeug an die österreichische Centropatransit und Handels AG verkaufte. 1959 wurde das Flugzeug nach einer Kollision am Boden mit einem anderen Flugzeug ausgemustert und anschließend zerlegt. Seit 1974 wird es nach umfangreicher Restauration durch Ansett am Flughafen Melbourne ausgestellt.

## Konstruktion
Die F.XI war ein verstrebter Hochdecker mit starrem Normalfahrwerk. Der Rumpf bestand aus einem stoffbespannten Stahlrohrrahmen, die Tragflächen waren aus Holz konstruiert. Hinter dem geschlossenen Cockpit für zwei Piloten lag die Passagierkabine für vier bis fünf Fluggäste.
Während der Prototyp anfangs von dem französischen Flugmotor Lorraine 7a angetrieben wurde, erhielten die Flugzeuge endgültig den stärkeren Sternmotor Gnome Rhône Jupiter VI.

## Technische Daten
| Kenngröße             | Daten                                                                    |
| --------------------- | ------------------------------------------------------------------------ |
| Besatzung             | 2                                                                        |
| Passagiere            | 4–5                                                                      |
| Länge                 | 11,25 m                                                                  |
| Spannweite            | 16,40 m                                                                  |
| Leermasse             | 1500 kg                                                                  |
| Startmasse            | 2500 kg                                                                  |
| Höchstgeschwindigkeit | 170 km/h                                                                 |
| Reichweite            | 700 km                                                                   |
| Triebwerke            | ein 9-Zylinder-Sternmotor Gnome Rhône Jupiter VI mit 345 kW (ca. 470 PS) |